# Bofors Mk 1

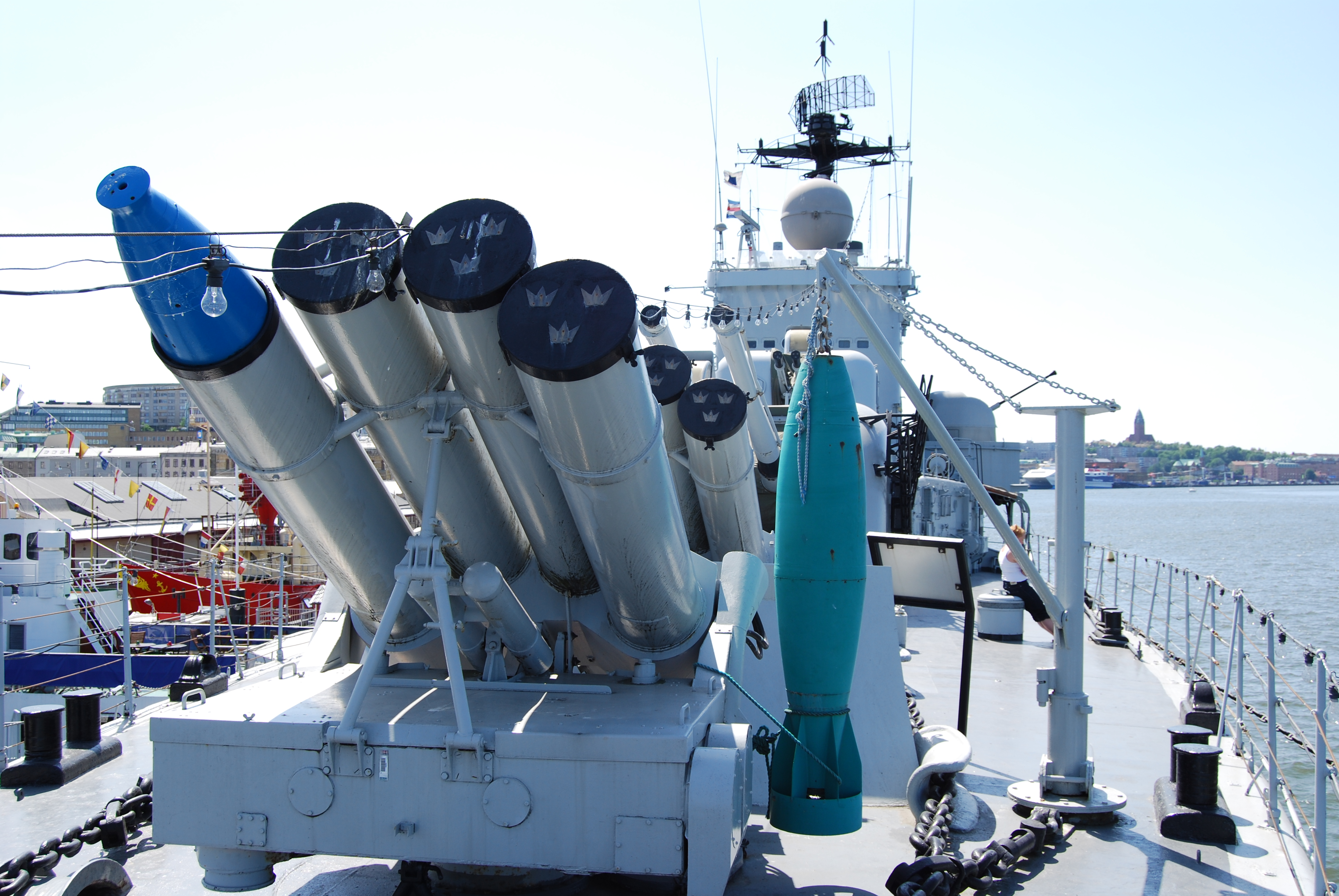
Wyrzutnie na niszczycielu „Småland”

Bofors Mk 1 – wyrzutnia rakietowych bomb głębinowych kalibru 375 mm z okresu zimnej wojny, skonstruowana przez szwedzkie przedsiębiorstwo Bofors.

## Historia
System rakietowych bomb głębinowych kalibru 375 mm zaczął być rozwijany przez Boforsa wkrótce po II wojnie światowej, w której zadebiutował ten rodzaj uzbrojenia, umożliwiający zwalczanie okrętów podwodnych w pewnej odległości od okrętu. Od lat 50. system rakietowych bomb głębinowych Boforsa zyskał względnie duże rozpowszechnienie na świecie, będąc używanym przede wszystkim przez Francję, Holandię, Niemcy Zachodnie i Japonię.
Podstawowa wyrzutnia była czterolufowa, oznaczona przez Boforsa jako Mk 1. Miała masę 7,3 t. Zespół luf był unoszony do kąta 60°, co pozwalało na regulowanie zasięgu. Wyrzutnia ładowana była półautomatycznie kolejnymi ośmioma bombami znajdującymi się na podajniku poniżej w czasie czterech sekund. Ujemną cechą eksploatacyjną było silne brudzenie okrętów przez prochowe silniki rakietowe przy strzale. Dla potrzeb holenderskich okrętów czterolufowe wyrzutnie były produkowane na licencji w Holandii przez Wilton-Fijenoord. Na francuskich okrętach stosowano wyrzutnie sześciolufowe.

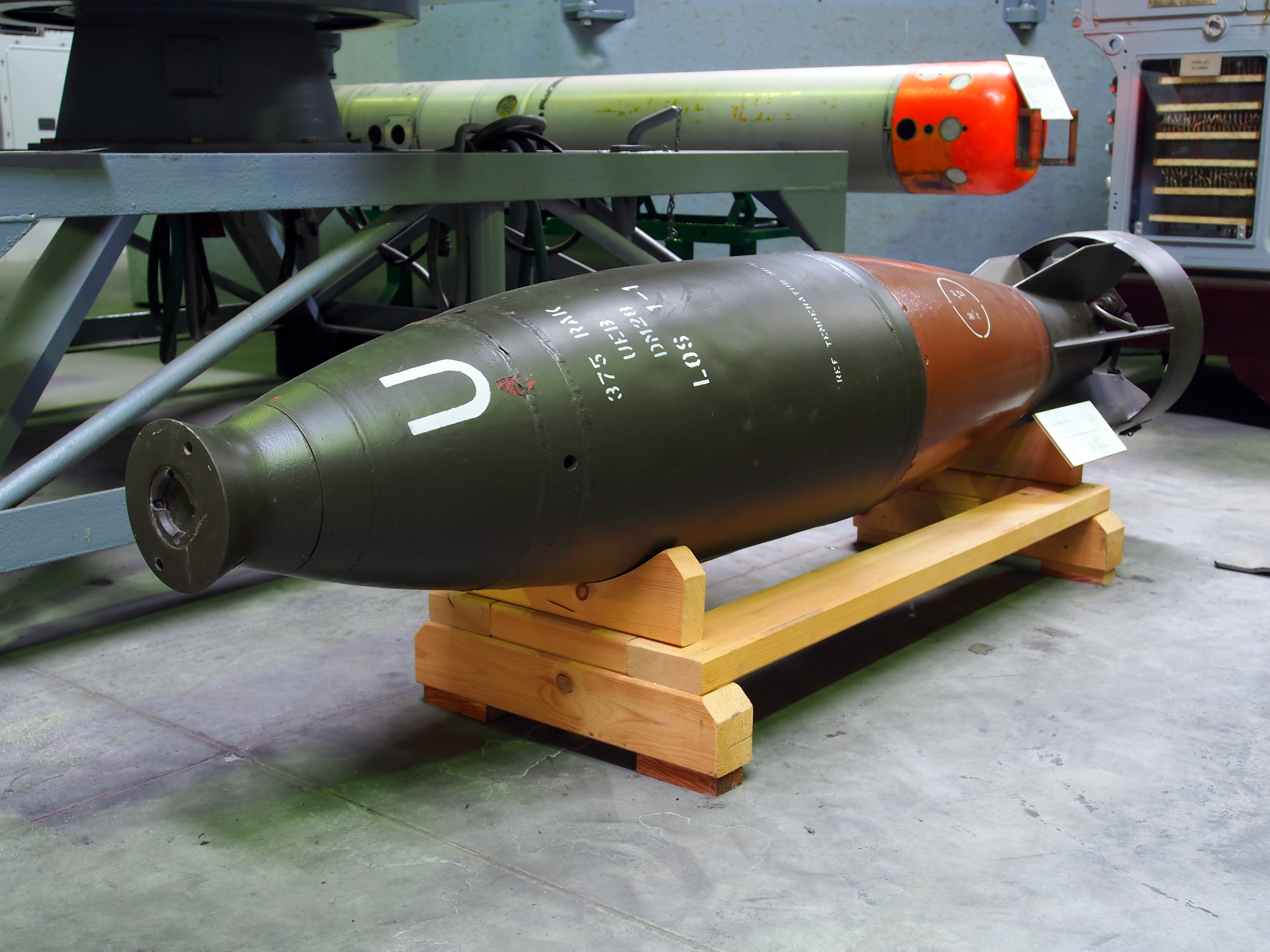
Pocisk do wyrzutni Boforsa

W toku rozwoju broni stosowane były różne pociski, w tym:
- M50 o masie 250 kg i zasięgu od 300 do 830 m[4][5]
- Erika o masie 250 kg i zasięgu od 600 do 1600 m[4][5]
- pociski o masie 230 kg i zasięgu od 1400 do 2230 m[2]
- Nelli o masie 220 kg i zasięgu od 1520 do 3600 m[4][5]

Według innych źródeł, podstawowy typ pocisków miał zasięg od 520 do 820 m, regulowany przez kąt podniesienia wyrzutni oraz zastosowanie jednego lub dwóch silników rakietowych z paliwem kordytowym. Maksymalna prędkość wylotowa wynosiła 130 m/s, a prędkość opadania w wodzie 11 m/s. Pociski o masie 230 kg miały ok. 100 kg materiału wybuchowego. W 1961 roku według reklam Boforsa zasięg strzału wynosił 2195 m (2400 jardów).

## Zastosowanie
System używany był na okrętach:

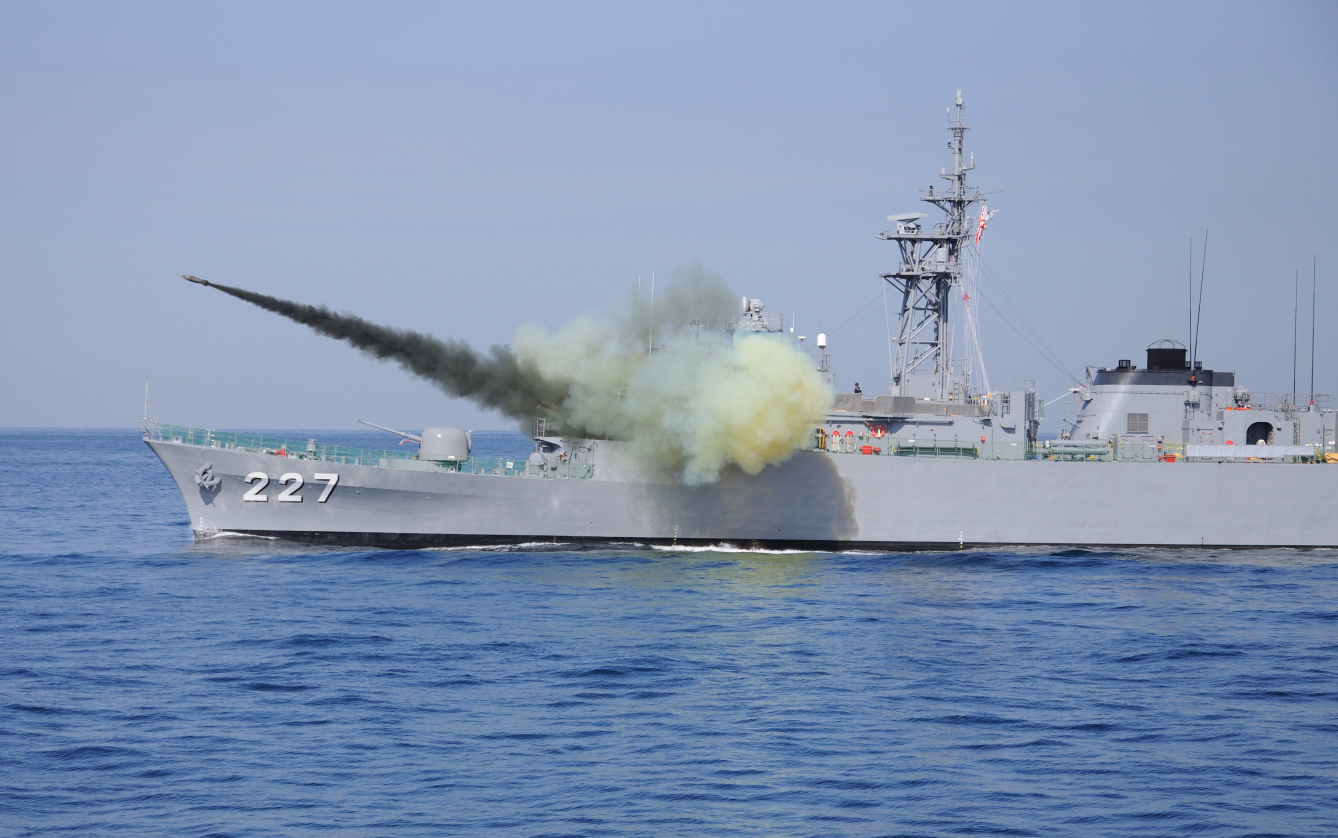
Strzelanie z japońskiego niszczyciela eskortowego „Yubari” (DE 227)

- niszczyciele typu Halland (Szwecja) – 2xIV[7]
- niszczyciele typu Holland (Holandia) – 2xIV[8]
- niszczyciele typu Friesland (Holandia) – 2xIV[8]
- niszczyciele typu T47 (modyfikacja przeciwpodwodna) (Francja) – 1xVI[9]
- niszczyciele typu T53R (Francja) – 1xVI[9]
- fregaty typu E50 (Francja) – 1xVI[10]
- fregaty typu E52 (Francja) – 1xVI[10]
- korwety typu A69 (Francja)[10]
- niszczyciele typu Veinte de Julio (Kolumbia) – 2xIV[11]
- niszczyciele typu 101 (Hamburg) (RFN) – 2xIV[12]
- fregaty typu 120 (Köln) (RFN) – 2xIV[12]
- okręt szkolny „Deutschland” (RFN) – 2xIV[13]
- niszczyciele eskortowe typu Yamagumo (Japonia) – 1xIV[14]
- niszczyciele eskortowe typu Minegumo (Japonia) – 1xIV[14]
- niszczyciele typu Takatsuki (Japonia) – 1xIV[14]
- eskortowce typu Isuzu (Japonia) – 1xIV[15]
- eskortowce typu Ishikari (Japonia) – 1xIV[15]
- eskortowce typu Yubari (Japonia) – 1xIV[15]
- okręt szkolny „Katori” (Japonia) – 1xIV[16]
- fregaty typu Kasturi (Malezja)[17]
- fregaty rakietowe typu Niterói (Brazylia) – 1xII[18]
- fregaty rakietowe typu Wielingen (Belgia)[19]

Lista może nie być kompletna